# سینا آذین
سینا آذین (
۱۳۶۰، مادرید) آهنگساز، نویسنده و کارگردان. 
پس از ساخت موسیقی برای چند فیلم و تئاتر، اولین فیلم کوتاهش، «متامورفوسیس» را ساخت. دومین فیلم کوتاه او «همین‌یک‌ساعت‌پیش» است که در چندین جشنوارهٔ ایرانی و خارجی شرکت کرده و جایزه‌های مختلفی را دریافت کرده‌است. «اصلاً دوست ندارم یکی خیال کنه که من وجود دارم» نامِ اولین مجموعه‌داستانِ اوست که اردیبهشت‌ماهِ ۹۱ منتشر شد. نمایشِ «۲۱ بار مردن در ۳۰ روز» با نویسندگیِ او و کارگردانیِ صابر ابر، زمستانِ ۹۱ در تماشاخانهٔ ایرانشهر به روی صحنه رفت.

## فیلم‌شناسی

### فیلم‌های کوتاه
- همین یک ساعت پیش، ۱۳۸۹[۳]

با حضور نگار جواهریان، شهاب حسینی
- متامورفوسیس، ۱۳۸۸[۴]

با حضور صابر ابر

## تئاتر
- وُرک‌شاپ، ۱۳۹۰[۵]

اجرا: صابر ابر
- ۲۱ بار مُردن در ۳۰ روز، ۱۳۹۱

نویسنده: سینا آذین، کارگردان: صابر ابر

## مجموعه‌داستان
- اصلاً دوست ندارم یکی خیال کنه که من وجود دارم، ۱۳۹۱ (نشر سخن‌گستر) [۶]
- کسی انگار دارد می‌نوازد، ۱۳۸۸ (آثار کاندیدای دریافت جایزهٔ ادبی ایران)[۷]

## نمایشنامه
- مسافرای عزیز گورشون‌و گم کنن لطفاً! (۱۳۸۸)
- همیشه قبل از مصاحبه وقت بگیر (۱۳۸۴)

## آهنگسازی

### آلبوم
- باد کولی

(در دست انتشار)

### موسیقی فیلم
- همین یک ساعت پیش (۱۳۸۹)
- متامورفوسیس (۱۳۸۸)
- بی‌تابی (۱۳۸۸)
- بازار میناب (۱۳۸۸)
- نفس (۱۳۸۷)
- دزد شب (۱۳۸۶)
- سبز است رنگ (۱۳۸۶)
- این‌جا پرنده بود (۱۳۸۵)
- ضد نور (۱۳۸۴)
- نم‌نم بارون (۱۳۸۴)
- اسنوکر (۱۳۸۴)
- جادهٔ مرگ (۱۳۸۳)
- برتر از پرواز (۱۳۷۹)

### موسیقی تئاتر
- آه پدر، پدر بیچاره… (۱۳۸۶)
- جولیوس سزار (۱۳۸۵)
- سندباد بحری (۱۳۸۵)
- خیره مانده به سقف (۱۳۸۴)
- زندانی سیما برج (۱۳۸۰)
- کلبهٔ گلاب خانوم (۱۳۸۰)
- مرگ طبلیه که یه بند صداش بلنده (۱۳۸۰)
- پیوند خونی (۱۳۷۹)

## جایزه‌ها
- لوح تقدیر نخستین جایزهٔ ادبی ایران برای داستان «اشباح پشت پنجره»، ۱۳۸۹[۹]
- جایزهٔ نقرهٔ کارگردانی، برای فیلم «همین یک ساعت پیش»، از جشنوارهٔ «جم‌فست»، لوئیزیانا، ۲۰۱۱[۱۰]
- جایزهٔ بهترین فیلم از نگاه تماشاگران، برای فیلم «همین یک ساعت پیش»، از جشنوارهٔ فیلم‌های ایرانی لندن، ۲۰۱۱[۱۱]
- دیپلم افتخار بهترین فیلم داستانی، برای فیلم «متامورفوسیس»، از جشن‌وارهٔ فیلم تصویر، نهمین جشن تصویر سال، ۱۳۹۰[۱۲]